# Minton's Playhouse

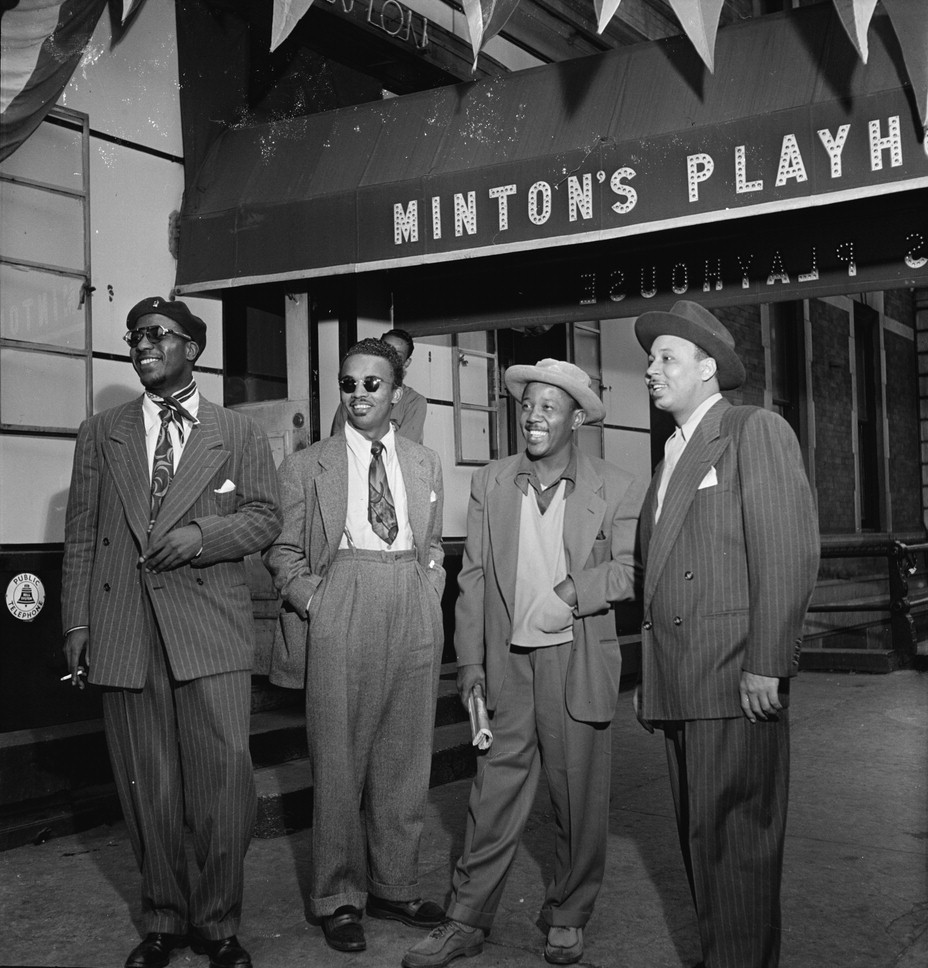
Davanti al Minton's: Thelonious Monk, Howard McGhee, Roy Eldridge, Teddy Hill, New York, settembre 1947.
Foto William P. Gottlieb

Il Minton's Playhouse era un locale fondato dal tenorsassofonista Henry Minton nel 1938 sulla 118ª Strada Ovest, al primo piano del Cecil Hotel a New York. Nel 1940, il direttore del club divenne l'ex capoorchestra Teddy Hill.
La fama del locale è dovuta alle jam session che vi si tenevano a tarda ora all'inizio degli anni quaranta, jam a cui partecipavano musicisti come Dizzy Gillespie, Charlie Parker, Thelonious Monk, e Max Roach. Fu nel corso di questi eventi musicali, e ad analoghi eventi che si tenevano all'altro club "bop" di Harlem, il Monroe's, che nacque la forma di jazz che fu presto conosciuta come bebop (e che allora era chiamata "modern jazz"). Jerry Newman, che allora era uno studente alla Columbia registrò alcune di queste serate, e le registrazioni furono poi pubblicate dalla Onyx Records attorno al 1970 e in seguito su CD dalla Highnote Records.
Il Minton chiuse all'inizio degli anni settanta, dopo un incendio che devastò l'albergo. Riaprì i battenti il 19 maggio 2006 dopo più di trent'anni, con il nome "Uptown Jazz Lounge at Minton's Playhouse".

## Voci correlate

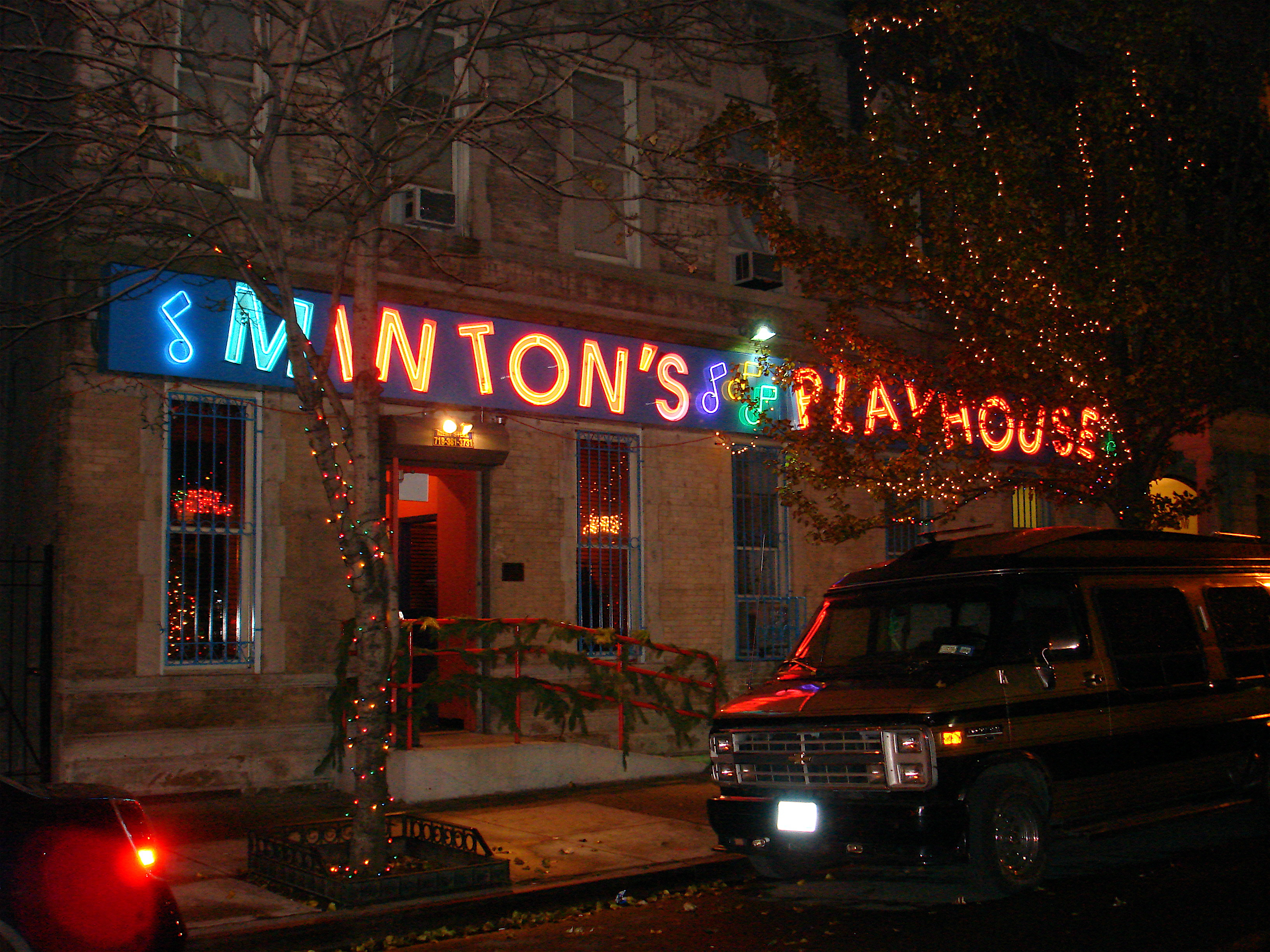
Minton's Playhouse, 2006